# Seznam českých šlechtických rodů, A
Tento seznam českých šlechtických rodů obsahuje výčet šlechtických rodů, které byly v minulosti spjaty s Českým královstvím. Podmínkou uvedení je držba majetku, která byla v minulosti jedním z hlavních atributů šlechty, případně, zejména u šlechty novodobé, jejich služby ve státní správě na území Českého království či podnikatelské aktivity. Platí rovněž, že u šlechty, která nedržela konkrétní nemovitý majetek, jsou uvedeny celé rody, tj. rodiny, které na daném území žily alespoň po dvě generace, nejsou tudíž zahrnuti a počítáni za domácí šlechtu jednotlivci, kteří zde vykonávali pouze určité funkce (politické, vojenské apod.) po přechodnou či krátkou dobu. Nejsou rovněž zahrnuti církevní hodnostáři z řad šlechty, kteří pocházeli ze šlechtických rodů z jiných zemí.

## A
- Abeelové[1]
- Abeleové z Lilienberka[2]
- Absolonové z Ledské[2]
- z Abšac[3]
- Abštorfští z Vojenic
- Adamové z Veleslavína[2]
- Adelsbachové z Damdorfu[4]
- z Adlaru[2]
- Adršpachové z Dubé
- Aichelburgové[5]
- Alamsdorfové
- Albínové z Helfenburka[2]
- Alexiové z Lovče[1]
- Alleschové z Allfestu[6]
- Alsterlové z Astfeldu[6]
- Althannové[5]
- Amchové z Borovnice[2]
- Andělé z Ronovce[2]
- Anhaltové[2]
- Andrássyové[5]
- Arcové[2]
- Arenbergové[2]
- Aretinové[5]
- Arioliové z Morkovic[6]
- Arnoldové[6]
- Asseburgové[5]
- Audřičtí z Audře[5]
- Auerspergové[2]
- Aulíkové z Třebnice[2]